# Бунаков, Фёдор Яковлевич
Бунаков Фёдор Яковлевич (20.01.1792 — 22.11.1856, С.-Петербург) — новгородский и полтавский вице-губернатор, переводчик нач. XIX в., статский советник.

## Биография
Из дворян Смоленской губернии. Сын коллежского асессора Я. Ф. Бунакова, предводителя дворянства Вяземского уезда.
В звании студента определён на службу в Коллегию иностранных дел 15 (27) мая 1806, где номинально числился вплоть до 12 (24) ноября 1827, когда «по долговременной неявке к должности и по неизвестности местопребывания» был исключен из списков КИД. Окончил курс в Московском университете действительным студентом 24 января (5 февраля) 1808, что считалось официальной датой вступления Ф. Я. Бунакова в статскую службу. По другим сведениям — в 1808 поступил в студенты Московского университета, где учился с 1808 по 1810, а получив степень кандидата 7 (19) января 1810 уволился из университета. В 1808—1810 гг. — переводчик с французского языка и сотрудник московского ж-ла «Вестник Европы». В феврале 1810 определён на службу в канцелярию Е. И. В. ген.-губернатора Новгородского, Тверского и Ярославского, принца Г. П. Ольденбургского; переименован в чин губернского секретаря 12 (24) мая 1810; по представлению принца Ольденбургского, «за отличное усердие к службе и особенные труды» высочайше пожалован, минуя чин коллежского секретаря — титулярным советником 27 января (8 февраля) 1811; назначен комиссаром в Комиссариатский департамент Военного м-ва, с переименованием в чиновники 9 класса 14 (26) марта 1814; уволен от службы 14 (26) июля 1816.
Жил в Вязьме, совершая поездки в Москву. В 1818—1820 хотел вступить в члены столичной масонской ложи, но не смог приехать в С.-Петербург из Вязьмы. В то время был корреспондентом масона, коллежского секретаря Николая Сергеевича Протопопова, чиновника канцелярии М-ва внутренних дел.
Избран депутатом дворянства Сычёвского уезда Смоленской губернии 27 января (8 февраля) 1820. Произведён в чиновники 8 класса со старшинством с 30 мая (11 июня) 1819. По списку на 2 (14) декабря 1821 состоял чиновником «для разных поручений» при Московской комиссариатской комиссии Комиссариатского д-та Военного м-ва; в том классе и должности пожалован орденом Св. Анны 3-й ст. (17.06.1823); в том же — 1823, высочайше пожалован бриллиантовым перстнем; женился в Москве 22 апреля (4 мая) 1824; пожалован в чиновники 7 класса при той же должности 30 мая (11 июня) 1824. Назначен управляющим комиссией Балтского комиссариатского депо с 27 августа (8 сентября) 1826; уволен от той должности 11 (23) октября 1827. В том же классе продолжал службу комиссионером Московского комиссариатского депо, о чём свидетельствует высочайший указ от 27 марта (8 апреля) 1836, о пожаловании члена комиссии Московского комиссариатского депо, комиссионера 7 класса Фёдора Бунакова, за выслугу лет, в чин коллежского советника, со старшинством с 21 декабря 1833 (2 января 1834).
Отставной коллежский советник в 1837—1841. Избран вяземским уездным предводителем дворянства с 14 (26) марта 1841. Однако, в той должности высочайше утверждён не был, и из отставных коллежских советников назначен новгородским вице-губернатором 21 сентября (3 октября) 1841.
В той должности награжден з. о. беспорочной службы за «XX» лет (22.08.1843); орденом Св. Станислава 2-й ст. (06.10.1844); пожалован, за выслугу лет, статским советником 18 (30) сентября 1845, со старшинством; награждён з. о. беспорочной службы за «XXV» лет (22.08.1846); орденом Св. Анны 2-й ст. (20.12.1846) и Св. Анны 2-й ст. с императорской короной (03.04.1849).
С той должности назначен полтавским вице-губернатором 12 (24) июля 1853. Переведён в М-во финансов 25 июля (6 августа) 1854, с причислением к министерству; назначен чиновником особых поручений V класса при министре финансов 29 июня (11 июля) 1855; исключен из списков умершим 18 (30) декабря 1856.
Кроме сотрудничества в 1810-х с журналом «Вестник Европы» известен как переводчик первого (1810) и второго (1815) издания сочинения Антинга И. Ф. «Победы князя Италлийскаго графа Александра Васильевича Суворова Рымникскаго, или Жизнь его, и военныя деяния против Пруссии, Турции, Польши и Франции: С присовокуплением некоторых его писем и анекдотов, показывающих характер и гений сего великаго человека». — М.: В Губернской типографии А. Решетникова, 1815. Книга посвящена истории Русско-французской войны 1798—1800 гг.
Помещик Вяземского уезда Смоленской губ. За ним и его наследниками родовое имение, состоящее в с. Азарове, д. Лысове, с. Костерешкове, с. Натальинском, деревнях Егорьеве и Федосове; в том имении, по 8-й ревизии — 1834, всего дворовых и крестьян 232 души крепостных, по 10-й ревизии — 1858, всего 229 душ. Долг на том заложенном и перезаложенном (12.12.1829, 27.06.1835, 31.07.1841) имении перед Дворянским банком, переведённый после смерти Ф. Я. Бунакова в С.-Петербургскую сохранную казну, с возобновлением перезалога в 1860 на новый 37-летний срок, составлял 32739.72 руб. серебром.
Умер в С.-Петербурге. Отпет в Исаакиевском соборе. Похоронен при церкви с. Чепчугово Вяземского уезда. Там же были похоронены его родители, супруга и дети.

## Происхождение
Существует несколько дворянских родов Бунаковых, между собой не связанных. Утверждённого герба род не имел. Род Ф. Я. Бунакова — ветвь князей Хотетовских, утративших княжеский титул при выезде из Литвы на службу к великому князю Московскому Василию Дмитриевичу; из черниговских Рюриковичей.
Родословная роспись Бунаковых, представленная в Палату родословных дел 23 мая (2 июня) 1686, восстановлена генеалогами из трёх фрагментов: сохранившегося частично подлинника, копии 1780-х гг. и копии кон. XIX-нач. XX вв. Их предок — князь Михаил Хотетовский, выехал из Литвы (Брянска) на службу к великому князю Московскому Василию I Дмитриевичу в 6916 (1408). Имел четверых сыновей: князей Василия, Ивана, Дмитрия и Лариона-Бунака. От младшего князя Лариона-Бунака пошли дворяне Бунаковы. Первым прямым предком Ф. Я. Бунакова, о службе которого известно достоверно, был опричник Бунаков Матвей-Богдан Парфеньев сын, входивший в Особый двор Ивана Грозного. В конце XVII в. податели родословной росписи, к потомкам которых относится Ф. Я. Бунаков, имевших поместья и служивших по Смоленску, Вологде и Белоозеру дворян Бунаковых своими сородичами не считали.

## Материалы к биографии
- Дед — Фёдор Кузьмич Бунаков (1725—?). Определён в службу солдатом лейб-гвардии Преображенского полка 3 (14) января 1743; по болезни отставлен от службы вовсе 1 (12) марта 1752. Помещик Вяземского уезда.
- Отец — Яков Фёдорович Бунаков (16.10.1760—7.04.1823, с. Чепчугово, Вяземский у.), коллежский асессор, вяземский и дорогобужский помещик, промышленник. Армии капитан, заседатель Вяземского уездного суда Смоленского н-ва (1787—1788)[30]; коллежский асессор на 11.01.1789; предводитель дворянства Вяземского уезда (1816—1817)[31]. По купчей от 11 (22) января 1789, им явленной Смоленского н-ва в Вяземском уездном суде 7 (18) марта 1789, купил от родного брата, адъютанта Николая Фёдорова сына Бунакова[32], движимое и недвижимое его имение, Вяземского уезда, в сельце Азарове и в новопоселенной деревне Лысове землю, с людьми и с крестьянами, за 95 руб.[33]; по данной от 14 (25) августа 1790, выданной ему из 2-го департамента Дорогобужского верхнего земского суда и им явленной в Дорогобужском уездном суде 19 (30) августа 1790, закрепил за собой право собственности на купленное с публичного торга, описанное и оценённое движимое и недвижимое имение секунд-майора Дмитрия Степановича Потёмкина, состоящее Дорогобужского уезда в сельце Милоселье, винокуренный, каменный и медный заводы, в том же сельце и в деревнях Лустине и Анохове дворовых людей и крестьян муж. пола 63, женского 69 душ, земли 668 десятин 1370 сажень, за 8275 руб.[34] Механический завод Бунакова выпускал медные котлы и кубы[35], винокуренный завод «о четырёх заклейменных кубах» за четыре месяца выкуривал до 20 тыс. ведер вина для поставок по подрядам в разные города[36]. Совместно с предводителем дворянства Вяземского уезда, а прежде вяземским уездным судьей, гвардии прапорщиком Николаем Абрамовичем Квашниным-Самариным (?—3.05.1842, с. Побухово, Вяземского у.), в 1815 являлся совладельцем оснащённой «хорошим для производства работ снарядом» писчебумажной фабрики, новопостроенной в 1812 на р. Вазузе в 30 верстах от Вязьмы и в 40 верстах от Сычёвки, выпускавшей четыре сорта бумаги и отдававшейся в долгосрочную аренду[37]. Свою долю той фабрики отдал за дочь Александру зятю — ротмистру Сергею Михайловичу Фиглеву[38]. С семьей жил в сельце Азарове. Был женат на Наталье Яковлевне, вместе с которой похоронен в с. Чепчугово. Имел единственного сына Фёдора и девять дочерей, которые все вышли замуж.
- Мать — коллежская асессорша Наталия Яковлевна Бунакова, урождённая Коровяковская[39] (25.08.1763—5.12.1840, с. Чепчугово, Вяземского у.). Дочь подпоручика Я. Д. Коровяковского[40], внучка капитана Д. Л. Коровяковского[41] и Н. Ф. Коровяковской, помещицы Порецкого стана Вяземского уезда.[42] Прадед — Ларион Васильевич[43] Коровяковский. Родной брат — титулярный советник П. Я. Коровяковский[44], вяземский предводитель дворянства в Отечественную войну 1812 года. Двоюродный дед — подполковник ландмилиции Иван Никифорович Коровяковский, двоюродный прадед — Никифор Васильевич Коровяковский[45]. Родовое имение предков Н. Я. Бунаковой — с. Плотава (7148/1640) Рыльского (позднее Льговского) уезда Курской губ. В с. Чепчугово Вяземского у. были похоронены двоюродный брат Н. Я Бунаковой поручик Иван Михайлович Коровяковский (1767/1770—2.11.1831/34) с супругой Анной Николаевной (1788—7.01.1877) и др. их родственники.
- Сестра — подпоручица Елизавета Яковлевна Потулова, урождённая Бунакова, жена подпоручика Матвея Петровича Потулова, вяземского предводителя дворянства (1818—1819). Упоминается в мемуарах. Бабка Елизаветы Алексеевны Реймерс, урождённой Басовой (1.06.1837—11.01.1877, с. Спас-Неразлучное, Вяземский у.), жены контр-адмирала В.-В. Г. Реймерса (28.05.1820—14.01.1879, с. Спас-Неразлучное). В с. Чепчугово были похоронены старший брат контр-адмирала — Александр Густавович Реймерс (17.08.1817—15.04.1874), с супругой Софией Александровной (27.07.1832—13.01.1895) и их сыновьями Фёдором, Михаилом и Иваном.
- Сестра — коллежская советница Екатерина Яковлевна Керн, урождённая Бунакова, жена С. Ф. Керна[46]. Упоминается в мемуарах. Вместе с мужем фигурирует в материалах по делу петрашевцев[47]. Мать адмирала Ф. С. Керна (1817—24.12.1890, Севастополь). Внуки Е. Я. Керн (Бунаковой): Сергей Фёдорович Керн (1853—?) — забытый русский химик и инженер-металлург, в 1877 открывший элемент, сходный по своим свойствам с рением и названный им девием. Занимался анализом металлов и руд и опубликовал более 10 статей, посвященных аналитической практике, позже занимал руководящие технические посты на Адмиралтейском и Балтийском заводах[48]; Иван Фёдорович Керн (1860—?) — действительный статский советник, штатный инженер путей сообщения V класса М-ва путей сообщения, с 25.01.1913 — первый заместитель начальника Николаевской ж. д.
- Сестра — чиновница 14-го класса Елена Яковлевна Слуцкая (1793—31.07.1861), жена откупщика и комиссионера 14-го класса Александра Николаевича Слуцкого (1765—17.01.1838), благодаря которому члены семьи Бунаковых значительно приумножили помещичьи владения в Смоленской губ. Их сын и наследник недвижимого имения в Вяземском и Сычевском уездах — генерал от инфантении Я. А. Слуцкий.
- Сестра — ротмистрша Александра Яковлевна Фиглева (?—24.03.1836, с. Покровское на Осуге, Зубцовского у., Тверской губ.[49]), жена ротмистра и кавалера Сергея Михайловича Фиглева[50] (28.03.1786—26.12.1873[51]), помещика Зубцовского и Сычевского уездов. По предположению литературоведов, вместе со старшим братом Михаилом, служившим командиром казачьих сотен в Конно-казачьем полку Тверского ополчения и отличившимся в действиях под Воскресенском, Вязьмой и Смоленском, С. М. Фиглев был адресатом поэзии Дениса Давыдова.[52] Племянник Ф. Я. Бунакова и единственный их сын — Михаил Сергеевич Фиглев (12.06.1817[53]/1.09.1817[54]—18.11.1836, С.-Петербург[55]), служивший подпрапорщиком[56] лейб-гвардии Преображенского полка, был юношеским другом писателя И. С. Тургенева и прототипом героев его поздних произведений. И. С. Тургенев знал всех членов семьи друга, состоял в переписке с С. М. Фиглевым.[57]
- Сестра — Надежда Яковлевна Нахимова, жена флота лейтенанта Андрея Михайловича Нахимова (1803—08.05.1858), двоюродного брата адмирала П. С. Нахимова. Вместе с мужем упоминается в мемуарах С. Я. Унковского.
- Жена — Елизавета Ивановна, рождённая Ефимович[58] (2.07.1800—21.05.1873, с. Чепчугово, Вяземский у.). Младший ребенок в семье действительного статского советника, «генерал-майора и кавалера»[59] И. Н. Ефимовича[60] (1744[61]—19.08.1817) и Прасковьи Семёновны, урождённой Нарышкиной (1762[62]—16.11.1844[63]), помещицы Медынского у. Курской губ., Черноярского у. Астраханской губ. и др. Внучка директора Горного училища С. В. Нарышкина и внучатая племянница сенатора А. В. Нарышкина, в доме которого жила с семьей. Известен один из домашних учителей детей И. Н. Ефимовича в 1790-х — воспитанник Императорской Академии художеств, художник-рисовальщик, имевший обер-офицерский чин майора, Андрей Константинович Свешников[64]. Сестра: полковника лейб-гвардии Семёновского полка Андрея Ивановича Яфимовича (1783[65]—1813), полкового батальонного командира, убитого в сражении под Кульмом; генерал-майора Григория Ивановича Яфимовича (1789[65]—1831), командира Московского пехотного полка, 1-й бригады 4-й и 6-й пехотных дивизии, убитого в сражении под Варшавой; действительного статского советника Алексея Ивановича Яфимовича (1782[61]—24.11.1823), дипломата, масона и литератора[66]; полковника Александра Ивановича Яфимовича[67] (1778[65]—?); графини Марии Ивановны Каменской (1777[65]—?), первой жены графа С. М. Каменского; действительной статской советницы Софии Ивановны Дмитриевой-Мамоновой (1795—1863), жены действительного статского советника А. И. Дмитриева-Мамонова; действительной статской советницы Екатерины Ивановны Рунич (1784[65]—1863), жены действительного статского советника Д. П. Рунича. Венчалась с комиссионером 8 класса Ф. Я. Бунаковым в церкви Святого мученика Евпла Архидиакона на Мясницкой 22 апреля (4 мая) 1824[68]. Поручители по женихе: подполковник Иван Александрович Пашков[69] (4.05.1763—24.07.1828), чиновник V класса и кавалер Михаил Александрович Потулов[70] (1778—29.08.1834), бывший московский вице-губернатор, действительный статский советник и кавалер Е. Е. Рынкевич (женатый на сестре И. А. Пашкова); по невесте: зять её полковник А. И. Дмитриев-Мамонов и подполковник Семён Иванович Яфимович. Девицей вместе с отцом была восприемницей племянницы — Софии Александровны Яфимович[71] родившейся 6 февраля и крещённой в церкви Николая Чудотворца на Мясницкой 17 февраля (1 марта) 1817.[72]

Дети:
- Анна Фёдоровна Бунакова (1824—21.11.1838, с. Чепчугово) — девица.
- Мария Фёдоровна фон Клебек, баронесса, рождённая Бунакова (16.05.1826—12.01.1909, с. Чепчугово) — жена барона Виктора Гедеоновича фон Клебека[73] (16.04.1820—14.03.1890, с. Чепчугово). Их дети: 1) Елизавета Викторовна Хитрово, рожденная баронесса фон Клебек (30.10.1851—9.10.1882, с. Муратово, Болховский у.), вторая жена ген.-лейтенанта Н. М. Хитрово; 2) Пётр Викторович фон Клебек, барон (29.08.1853—9.02.1921), горный инженер, тайный советник (11.12.1915), начальник Петроградского Монетного двора (3.12.1912—18.01.1916), с 12.08.1888 был женат на Елене Викторовне Шредерс (04.04.1862—21.09.1901), дочери коллежского асессора Виктора Андреевича Шредерса[74] и Анны Ивановны, их дети: Елизавета (5.12.1888—?), Виктор[75] (29.05.1892—1919).
- Яков Фёдорович Бунаков (1.08.1833—23.11.1912, с. Чепчугово) — подпоручик. Согласно родословной росписи, окончил курс в С.-Петербургском университете. Однако, среди выпускников не значится[76]. В службу поступил юнкером в лейб-гвардии Московский полк 14 (26) июля 1854; подпрапорщиком 15 (27) октября 1854; прапорщиком 31 января (12 февраля) 1856; по прошению, уволен от службы подпоручиком 19 (31) марта 1857; и. д. предводителя дворянства Вяземского уезда 9 (21) июля 1860; кавалер орд. Св. Станислава 2-й ст. за труды по должности делопроизводителя Ликвидационной комиссии в Царстве Польском 23 сентября (5 октября) 1867[77]; почётный мировой судья Вяземского уезда с 28 апреля (10 мая) 1869[78]. Жена — Любовь Алексеевна Басова, дочь подполковника Первого штурманского полуэкипажа А. П. Басова[79], двоюродная племянница мужа и сестра контр-адмиральши Елизаветы Реймерс.
- Николай Фёдорович Бунаков (1837—31.07.1875) — коллежский советник. Однофамилец и одногодок педагога и писателя Н. Ф. Бунакова, представителя вологодской ветви дворян Бунаковых. В 1857 окончил курс по разряду камеральных наук юридического ф-та в С.-Петербургском университете кандидатом и с правами на чин X класса. Определён на службу канцелярским чиновником в общую канцелярию М-ва финансов, с утверждением в чине коллежского секретаря 21 февраля (5 марта) 1858; уволен от службы 11 (23) марта 1861; определён на службу мировым посредником 3-го участка Вяземского уезда 22 декабря 1861 (3 января 1862); уволен, по прошению, от должности и звания кандидата к мировым посредникам Смоленской губернии, по Вяземскому уезду, с 4 (16) января 1862[80]. Имел знак отличия за введение в действие положения 1861 г. о крестьянах, вышедших их крепостной зависимости 17 апр. 1863 г. Из отставных определён в канцелярию Военного м-ва в число чиновников, положенных на усиление и для ведения дел канцелярии с 26 января (7 февраля) 1864; назначен чиновником в помощь секретарю IX класса канцелярии с 16 (28) сентября 1864; титулярным советником с 26 января (7 февраля) 1864; чиновником в помощь секретарю VIII класса с 31 июля (12 августа) 1865; коллежским асессором с 26 января (7 февраля) 1866; младшим помощником (помощником младшего оклада) делопроизводителя канцелярии с 1 (13) мая 1867; надворным советником с 26 января (7 февраля) 1869; старшим помощником (помощником старшего оклада) делопроизводителя канцелярии с 1 (13) июля 1869; коллежским советником с 26 января (7 февраля) 1872; орден св. Станислава 2 ст. (30.08.1874); уволен в отпуск на три месяца 16 (28) марта 1875; умер 31 июля (12 августа) 1875; исключён из списков 7 (19) сентября 1875. Одновременно был утверждён почётным мировым судьей Вяземского уезда по ведомству М-ва юстиции с 22 ноября (4 декабря) 1871. Согласно формулярного списка, в последние месяцы жизни страдал душевным заболеванием, связанным со смертью сына Николая. С 28 января (9 февраля) 1868[81] Н. Ф. Бунаков был женат на девице Анне Владимировне Рашет (26.11.1846—1895), дочери ген.-майора Корпуса горных инженеров В. К. Рашета и Екатерины Петровны, урождённой княжны Максутовой. Поручители по женихе: флота лейтенант кн. Егор (Григорий) Петрович Максутов и флота капитан-лейтенант Яков Осипович (Иосифович) Возницын;  по невесте: ген.-майор В. К. Рашет и генеральша Е. П. Рашет. Их дети: 1) Сергей (20.03.1869[82]—?); 2) Николай (23.12.1872[83]—16.04.1875, с. Медведево, Ржевский у.[84]); 3) Екатерина (3.05.1874[85]—?). После смерти мужа коллежской советнице А. В. Бунаковой был выдан вдовий вид и назначена пенсия. Вторым браком она вышла замуж за овдовевшего действительного статского советника Николая Глебовича Мальгина (26.07.1817—17.06.1885), главного лесничего горных заводов Уральского хребта[86].

## Отзывы
Мемуары почти не содержат сведений о жизни и деятельности Ф. Я. Бунакова. «Новгородские губернские ведомости» публиковали официальную информацию о его службе на посту вице-губернатора и при и. о. губернатора. По воспоминаниям Г. Д. Щербачева, в 1843 произведенного в офицеры гвардейской конной артиллерии, дочь вице-губернатора Мария (будущая баронесса Клебек) выделялась среди дам новгородского общества и обращала на себя внимание офицеров местных гарнизонов.
Сведения о семье Бунаковых содержат воспоминания сестры с.-петербургского вице-губернатора Марии Сергеевны Николевой, относящиеся к периоду Отечественной войны 1812: «Около того времени познакомились мы с семьей Якова Фёдоровича Бунакова, с его сыном и девятью дочерьми. В старину ярмарки служили сигналами к увеселениям, и во время Вяземской ярмарки, называвшейся „горкой“, в числе других съезжавшихся дворян приезжала наша семья и проживала в имении Бунаковых „Азарове“, в 5—6 верстах от Вязьмы. Из этой небогатой семьи старшая дочь, Елизавета Яковлевна, в 1812 году была уже замужем за Потуловым. Вторая, Елена, была очень хороша собою. Во время Отечественной войны некто Слуцкий, перекрест из евреев, крестник Государя, взял какую-то поставку на войско, нажил миллионное состояние и женился на Елене Бунаковой <…> Он купил большое имение на имя жены и наряжал её в бархат и соболи. Он же помог нажиться третьему зятю Бунаковых, Керну, предоставив ему поставку холста на армию. Бунаковы беззастенчиво говорили всем, кто хотел их слушать: „Представьте, ma chère, он только по одной копеечке от каждого аршина откладывает; что значит для казны одна копейка?“. И вот из этих-то копеечек составилось у Керна имение в 300 душ в Сычёвском уезде, а у Потулова в 400 душ <…> Эта семья приезжала иногда гостить к нам в Покровское. Бунакова сын Фёдор подружился с братом моим Яковом, стал ухаживать за сестрой Екатериной Сергеевной и, возбудив в ней интерес к себе, бросил, променяв её на третью сестру мою, Елизавету Сергеевну, что чуть было не повело к семейным неприятностям. Разрешилось всё довольно грустно <…> Сказанный Бунаков прозвал нас клубочком с ниточкой, потому что мы были неразлучны»